# OBCグッドアフタヌーン!ラジぐぅ
『OBCグッドアフタヌーン!#ラジぐぅ』（オービーシーグッドアフタヌーン!ハッシュラジぐぅ）は、2019年9月30日からラジオ大阪で放送されている音楽・トーク番組。
2022年4月6日からの放送時間は、毎週水曜日・木曜日の11:00 - 14:00。2021年3月26日までの放送時間は11:30 - 14:00（いずれもJST）で、同年9月27日までは毎週月曜日、2022年3月29日までは毎週火曜日にも放送されていた。

## 概要
吉本興業所属のお笑い芸人・タレントを中心に、日替わりでパーソナリティを起用。ランチタイムに「GoodなトークとGoodな音楽」を送る。吉本興業の芸人・タレントが日替わりでパーソナリティを務める生ワイド番組を、ラジオ大阪が平日にレギュラーで編成するのは、（金曜日を含む）平日の午前中に放送されていた『ラジオよしもと むっちゃ元気スーパー!』の終了（2013年3月）以来6年半振りである。
2021年3月26日（木曜日）までは、毎週月 - 木曜日の11:30  - 14:00にラジオ大阪本社（大阪市港区）Aスタジオから全編を生放送。直前の時間帯（11時台前半）に編成されていたニッポン放送・文化放送制作の事前収録番組を箱番組として内包することによって、同年3月29日（月曜日）から放送時間を11:00 - 14:00に拡大している。実際には、生放送のパートで『ハッピー・プラス』（当番組を開始した2019年9月30日から放送終了時間を11:00に設定）とスタジオを共用している関係で、2021年3月29日以降は10:58からのステーションブレイク（11:00までの2分間）を出演者の入れ替えに充てている。
2021年の10月以降は、放送曜日が徐々に減少。月曜日には同年10月4日から『原田年晴 かぶりつきマンデー!』、火曜日には2022年4月5日から『OBCグッドアフタヌーン!和田麻実子のみみよりだんご』（いずれもラジオ大阪のアナウンサーがメインパーソナリティを務める自社制作の生ワイド番組）が当番組に代わって編成されている。もっとも、両番組の放送時間やスタジオは金曜日（2021年1月8日から編成されている『原田年晴 かぶりつきフライデー!』）を含めて当番組と変わらず、当番組との共通コーナー（前述した箱番組など）も放送されている。このような構成から、ラジオ大阪では『みみよりだんご』の開始を機に、『OBCグッドアフタヌーン!』を当番組・『みみよりだんご』・『かぶりつき』シリーズを包括する平日ランチタイムの生ワイド番組共通のレーベルに発展させている。

### 放送開始までの経緯
ラジオ大阪では2005年4月4日から、平日の午後に自社制作の生ワイド番組『ほんまもん!原田年晴です』を放送。2018年4月2日以降は、同番組の放送曜日を月 - 木曜日へ変更する一方で、平日の11:30 -  11:40に『氷川きよし節』（文化放送制作）、11:40 - 12:00に『テレフォン人生相談』（ニッポン放送制作）を編成してきた。
しかし、2019年の10月改編で平日午後の自社制作番組を一新させる方針を打ち出したことを背景に、『ほんまもん - 』を同月9月26日（木曜日）で終了。『氷川きよし節』と『テレフォン人生相談』の放送枠については、2019年4月1日（月曜日）から平日の午前（9月27日までは8:00 - 11:30）に放送中の自社制作番組『ハッピー・プラス』を11:00で終了させることに伴って、全曜日とも改編前から30分ずつ繰り上げる措置を講じた。
当番組の開始に際しては、『ほんまもん - 』終了時点の放送枠（月 - 木曜12:00 - 15:00）の大半と、改編前の『氷川きよし節』『テレフォン人生相談』から月 - 木曜分の放送枠をそれぞれ統合。この統合によって、2時間30分（11:30  - 14:00）の放送枠を確保した。
なお、『ほんまもん - 』で14年半にわたってパーソナリティを務めた原田年晴（ラジオ大阪アナウンサー）は、当番組と同時に放送を開始する『原田年晴・高岡美樹のHit&Hit!』（月 - 木曜日14:30 - 16:55）のパーソナリティへ異動。2020年1月28日（火曜日）放送分への出演を最後に持病（悪性リンパ腫）の入院加療へ専念していたが、『Hit&Hit!』のリニューアル（同年の4月改編）に伴う正式な降板と通院治療への転換を経て、同年6月下旬からアナウンス業務を再開した。2018年4月6日から毎週金曜日の午後（12:00 - 17:00）に放送されてきた『GO!GO!フライデーショー!』については、5時間の生放送枠を維持したまま、2019年10月4日から放送時間を11:30 - 16:30に変更。2020年1月3日からは11:30 - 14:00に短縮していたが、同年の12月25日で放送を終えた後に、2021年1月8日から『原田年晴 かぶりつきフライデー!』を新たに編成している。
2024年4月1日からの同年度改編からは、11:00-14:00枠の「OBCグッドアフタヌーン！」枠に「もう、好きにやります。ゾーン」のテーマ副称を設け、よりミドル世代（40-50代）のリスナー層の取り込みを図り、新たに金曜日に『金曜お昼は、めっちゃ方正!』（月亭方正）を新設、火曜日の『和田麻実子のみみよりだんご』は月曜日にも放送枠を広げ、月-金曜を統一したレーベル・テーマでの編成を展開する。

## 放送時間
- 毎週月 - 木曜日 11:30 - 14:00（2019年9月30日 - 2021年3月26日）
- 毎週月 - 木曜日 11:00 - 14:00（2021年3月29日 - 2021年9月27日）
  - 放送時間を30分拡大したうえで、11時台の前半（11:00 - 11:30）に放送されていた在京民放ラジオ局制作の収録番組2本から月 - 木曜分を内包。『テレフォン人生相談』（ニッポン放送制作）を12:00 - 12:20、『氷川きよし 限界突破RADIO』[4]（文化放送制作）を13:35 - 13:45頃に組み込んだ（金曜分はいずれも『原田年晴 かぶりつきフライデー!』に内包）。
- 毎週火 - 木曜日 11:00 - 14:00（2021年9月28日 - 2022年3月31日）
  - 月曜日については、2021年9月27日に当番組の放送を終了したうえで、翌週（10月4日）から『原田年晴 かぶりつきマンデー!』（『 - フライデー』の月曜版）を新たに編成している[5]。
- 毎週水・木曜日 11:00 - 14:00（2022年4月6日 - ）
  - 火曜日については、2022年3月29日に当番組の放送を終了したうえで、翌週（4月5日）から『OBCグッドアフタヌーン!和田麻実子のみみよりだんご』を新たに編成[6]。ラジオ大阪アナウンサーの和田麻実子が、『かぶりつきフライデー』と合わせてパーソナリティを務めている。

## パーソナリティ
肩書きを特記していない人物はいずれも、吉本興業に所属。

### 現在（2022年4月改編以降）
- 水曜日：石田靖・西川かの子
  - かの子は番組の開始当初から月曜日のパーソナリティを務めていたが、2021年の10月改編で月曜枠が廃止されたことを機に水曜日へ異動[7]。
- 木曜日：浅越ゴエ[8]（ザ・プラン9）・松本雅子（MC企画所属のフリーアナウンサーで、元・ラジオ大阪契約アナウンサー）
  - 番組開始当初は、吉本興業へ所属していない女性のフリーアナウンサーを、月曜以外の曜日に1人ずつ配していた。2021年10月改編以降のレギュラーパーソナリティで、同社に所属していない人物は、開始当初から一貫して木曜日に出演している松本だけである。
  - 2022年7月28日は市川(女と男)が8月4日は吉田裕(吉本興業所属)が浅越の代演。

### 過去
- 池田淳子（火曜パーソナリティでMC企画所属のフリーアナウンサー、2019年10月1日 - 2021年3月23日）
- 桂三語（月曜パーソナリティ、月曜枠の廃止まで担当）
- 森川由香（水曜パーソナリティで昭和プロダクション所属のフリーアナウンサー）
  - パーソナリティとしては2021年10月改編から『原田年晴　かぶりつきマンデー!』へ異動した[5]が、当番組では、異動後も水曜日に「もーやんのちょっとだけ聞いてもらえませんか?」（月1回放送のコーナー）へ出演。
- 高山トモヒロ（ケツカッチン）・ワダちゃん（女と男）（火曜パーソナリティ、火曜枠の廃止まで担当）
  - ワダちゃんは、2021年の4月改編から出演していた。

## タイムテーブル
- 「　」内は放送で用いられているコーナータイトルで、公式サイト内の「コーナー紹介」 に準拠。コーナーの合間には、通信販売関連のインフォマーシャルを数回にわたって放送している。
- 12時台の後半（または13時台の前半）には、パーソナリティ以外で吉本興業に所属する芸人・タレントが、「ゲスト」としてスタジオか電話で出演している。

### 現在（2022年4月改編以降）
- 11:00：オープニングトーク
  - 木曜日には、「今日の1曲目」（当日の放送で最初に流す楽曲のタイトルをリスナーに予想させる企画）を実施している。「今日」にちなんでいながら、関連するトピック（直近までに報じられたニュース、記念日、著名人の誕生日、過去の出来事など）からタイトルを類推しにくい楽曲を番組スタッフが「1曲目」に選んでいるため、実際には予想の難度が非常に高い。
- 11:15：「きょうのテーマ」
  - 放送中にリスナーから電子メールとFAXで募集するメッセージのテーマを発表。
- 11:30：「ラジぐぅトピックス!」
  - 当日のパーソナリティが気になったニュースや話題をテーマに、フリートークを展開する。
- 12:00：『テレフォン人生相談』（ニッポン放送制作、当番組では水・木曜分を放送）
  - 2021年9月30日までは月曜分、2022年3月29日までは火曜分も内包。radikoのタイムフリー聴取サービスでは、このパートのみ音源が割愛されている（単独番組時代からの措置でライブ聴取のみ可能）。
- 12:20：「お天気コーナー」（天気予報）
  - 火曜日にも放送されていた時期から、漫才師のワダちゃんを含めて、女性のパーソナリティが担当。木曜日でも松本が長らく担当していたが、少なくとも2022年の4月改編以降は浅越が単独で伝えている。浅越が立命館大学の学生時代に（ラジオ大阪を除く）4つの放送局のアナウンサー試験を受けたほどの話術の持ち主であることや、この改編から始まった『和田麻実子のみみよりだんご』でも、和田のパートナーの1人である浜田順平（カベポスターのメンバーで浅越の後輩芸人）に「お天気コーナー」を単独で任せていることなどによる。
- 12:22：日替わりコーナー①
  - 水曜日：「石田靖のラジオでテレビ!」
    - 数多くのテレビ番組に出演している石田が、制作の現場で遭遇したエピソードを語る。

  - 木曜日：「雅子の楽しんでもらえましたか?」
    - 「雅子」（松本雅子）が、「楽しい」と思った出来事や体験を紹介する。
- 13:00：リスナーからのメッセージ紹介
- 13:05：日替わりコーナー②
  - 水曜日
    - 「西川かの子のインスタ日記」（月3 - 4回）
      - かの子が放送日までに instagram上の自身のアカウント で公開した画像やストーリーを基にトークを展開する。

    - 「もーやんのちょっとだけ聞いてもらえませんか?」（月1回）
      - 水曜日でかの子の前に石田と共演していた「もーやん」（森川）が、石田・かの子やリスナーが知らなさそうな情報を紹介。リスナーへのプレゼント企画も随時実施している。

  - 木曜日：「浅越ゴエのしっくりくるローカルニュース」
    - 前述した経験と「しっくりこないニュース」という一人芸の持ち主である浅越が、「しっくりくる」という観点で選んだ実際のローカルニュースを伝える。
- 13:35：『ビューティフル・メロディーズ〜よみがえる青春のポップス』（文化放送制作、当番組では2023年1月4日から水・木曜分を放送）
  - 2022年9月29日までは、氷川きよし（歌手）がパーソナリティを務める文化放送制作の収録番組シリーズ（『氷川きよし節』→『氷川きよし　限界突破RADIO』）をこの時間帯に編成。2021年9月30日までは月曜分、2022年3月29日までは火曜分も内包していた、
  - 氷川が2022年12月31日で歌手活動を休止することを受けて、文化放送では『限界突破RADIO』の放送を前日（30日）に終了させたうえで、2023年1月2日から『ビューティフル・メロディーズ』を編成。『限界突破RADIO』時代までの放送枠とネット体制を引き継いでいる。
- 13:50：エンディング

### 過去（月 - 木曜日の週4日放送時代）

#### 番組の開始から2021年3月26日まで
- 11:30：オープニングトーク
- 11:55：「きょうのテーマ」
- 12:00：「ラジぐぅトピックス!」
- 12:10：「ぐぅぐぅミュージック!」
  - 当日のパーソナリティにとって思い出深い楽曲や、気になる楽曲を1曲流していた。
- 12:22：日替わりコーナー①
  - 月曜日：「西川かの子の45歳で初めて」
    - 放送開始時点で45歳の西川が、好奇心の赴くままに初めて体験したことを語っていた。

  - 火曜日：「高山トモヒロのぐぅっとスポーツ!」
    - 高山が、直近のスポーツ（主に野球）の話題を熱く語っていた。

  - 水曜日：「石田靖のラジオでテレビ!」（前述）
  - 木曜日：「浅越ゴエのしっくりくるローカルニュース」（前述）
- 13:07：「アフタヌーンニュース」
  - 『ほんまもん!原田年晴です』に2018年度まで内包されていた「産経新聞ニュース」に相当するコーナーで、当日の女性パーソナリティが数本のストレートニュースを伝えた。
  - ラジオ大阪では、当コーナーの終了後も、平日の午後帯に自社制作の定時ニュースを単独番組として編成していない。ただし、『Hit&Hit!』では2020年の4月から、「アフタヌーンニュース」と同じ構成で「午後のニュース」を14時台の後半に放送中。
- 13:09：「お天気コーナー」
  - 日本気象協会関西支部の広報官が、同部からの生中継で気象概況を伝えていた。
- 13:15：日替わりコーナー②
  - 月曜日：「桂三語のちょっと#ぐぅな話」
    - 三語が、放送日までの1週間で身辺に起きた「ぐぅな話」（良い話）を語っていた。

  - 火曜日：「イケジュンのSNSキャッチャー」
    - かつての「産経新聞ニュース」をはじめ、長年にわたってラジオ大阪の番組に出演している「イケジュン」（池田淳子）が、SNSで注目されている商品を紹介。飲食物を石田と共に試食・試飲することが多かった。

  - 水曜日：「新人・もーやんのちょっと聞いてもらえませんか?」
  - 木曜日：「雅子の楽しんでもらえましたか?」
- 13:55：エンディング

#### 2021年3月29日から同年9月29日まで
- 11:00：オープニングトーク
- 11:15：「きょうのテーマ」
- 11:30：「ラジぐぅトピックス!」
- 12:00：『テレフォン人生相談』（当番組では月 - 木曜分を放送）
- 12:20：「お天気コーナー」（前述）
- 12:22：日替わりコーナー①
  - 月曜日：「桂三語のちょっと#ぐぅな話」（前述）
  - 火曜日
    - 「今週の知らんけど･･･」（12:40頃まで放送）
      - 関西人の口癖である「知らんけど･･･」でメッセージを締めくくることを条件に、噂話、うんちく、愚痴、独り言をリスナーから募集するコーナーで、2021年5月4日から放送。寄せられたメッセージの一部を高山とワダちゃん（和田）が紹介したうえで、「今週のイチバン知らんけど･･･」を選んでいた。選ばれたメッセージを投稿したリスナーには、2人のサイン入り特製ステッカーをプレゼント。
        - 2021年3月30日から4月27日までは、この時間帯に「今週のアカンやろ!」を放送していた。
          - 「アカン」（「ダメ」「良くない」を意味する関西弁）をテーマに、「私が見たアカン人」「私、こんなアカンことをしました」といったメッセージをリスナーから募集したうえで、その一部を紹介。高山とワダちゃん（和田）が「今週のいちばんアカン人」を認定していた。認定されたメッセージを投稿したリスナーには、番組から現金5,000円をプレゼント。

    - 「ワダちゃんの週刊ワクワク日記!」（12:40頃から放送）
      - ワダちゃんが、放送日までの1週間で身辺に起きた嬉しい出来事を語っていた。

  - 水曜日
    - 「おいしさ菜香（さいか）くにん!」（第1・3週のみ、12:40頃まで放送）
      - 「創作料理　菜香」（大阪市天王寺区の上本町YUFURA内）のメニューから毎回1品を紹介するとともに、その味を石田と森川がスタジオで「菜香くにん」（再確認＝試食）していた。

    - 「新人・もーやんのちょっと聞いてもらえませんか?」（12:40頃から放送）
      - 2015年10月に開校した「ラジオ大阪声優&アナウンススクール」の第1期生で、当番組が同局での初レギュラー番組である「もーやん」（森川）が、「新人」の立場で見たことや感じたことを伝えていた。

  - 木曜日
    - 「教えて保険でぐぅ」（12:40頃まで放送）
      - 関西地方を中心に保険代理店を展開している 株式会社メビウス の社員をスタジオに招いたうえで、毎回1種類の保険商品をテーマに、商品の概要とメリットを紹介していた。『原田年晴　かぶりつきフライデー!』でも、同じ趣旨・スポンサーのコーナーを、「保険の新常識、聞いてーゃ!」というタイトルで12:30頃に放送。

    - 「雅子の楽しんでもらえましたか?」（前述）
- 13:00：リスナーからのメッセージ紹介
- 13:05：日替わりコーナー②
  - 月曜日：「西川かの子のインスタ日記」（毎週放送）
  - 火曜日：「高山トモヒロのスポーツ!あの日、あの時、あの場面」
    - 大阪市立桜宮高等学校の硬式野球部で矢野燿大（阪神タイガース一軍監督、元・同球団および中日ドラゴンズ捕手）とクリーンアップを組んでいた高山が、あらゆるスポーツの名場面、珍場面、逸話、こぼれ話を紹介していた。

  - 水曜日：「石田靖のラジオでテレビ!」（前述）
  - 木曜日：「浅越ゴエのしっくりくるローカルニュース」（前述）
- 13:35：『氷川きよし　限界突破RADIO』（当番組では月 - 木曜分を放送）
- 13:50：エンディング

## 備考
- 12月24日・25日が月 - 木曜日のいずれかに当たる年には、24日12:00から25日12:00まで「ラジオ・チャリティー・ミュージックソン」（ラジオ大阪を含むNRN加盟11局の共同制作による特別番組）を編成する関係で、以下のように対応している。
  - 2019年：12月24日（火曜日）には、12:00 - 13:00に「第44回ラジオ・チャリティ・ミュージックソン」のオープニングパートをはさむ3部構成で放送。当時の火曜パーソナリティである高山・池田に加えて、12:00から原田が出演した。25日（水曜日）には、11:00 - 12:00に「第44回ラジオ・チャリティ・ミュージックソン フィナーレ」を編成する関係で、当番組の放送時間を12:00  - 14:00に短縮。
    - 高山は24日の「チャリティー・ミュージックソン」オープニングパートの途中から、千林商店街（大阪市旭区）での「通りゃんせ募金」リポートを担当。同日13:30 - 13:55に内包された「声の握手」（ニッポン放送のスタジオと他の参加10局を1局につき2分間中継でつなぐ11局ネットゾーン）にも、ラジオ大阪代表で出演した。翌25日のフィナーレパートでは、水曜パーソナリティの石田・森川が、通常の当番組と同じく11：30頃から登場。
- 2020年1月2日（木曜日）の放送中（12:45頃から約5分間）には、浅越からの電話をきっかけに、『かけましておめでとう!～ワンチームで生放送!歌と笑いの金銀銅☆～』（MBSラジオの新春特別番組）との同時生放送が実現。浅越が当番組への本番後（15時台）から『かけましておめでとう!』へ合流することを踏まえたサプライズ企画で、MBSからはヤナギブソン[9]（浅越と同じザ・プラン9のメンバー）と藤林温子（同局アナウンサー）が電話で出演した。
- 2021年5月3日（月曜日・憲法記念日）には、文化放送制作の特別番組『母の詩2021～母の日によせて～』の同時ネットを実施した関係で、当番組を全編にわたって休止。ラジオ大阪では当日のみ、当番組の放送枠を以下のように組み替えた。
  - 11:00 - 12:55『母の詩2021～母の日によせて～』
  - 12:55 - 13:00『OBCミュージック・アベニュー』（フィラー番組）
  - 13:00 - 13:20『テレフォン人生相談』（単独番組として編成）
  - 13:20 - 13:35『Music Melting Pot』（ラジオ大阪制作のフィラー番組）
  - 13:35 - 13:45『氷川きよし　限界突破RADIO』（単独番組として編成）
  - 13:45 - 14:00『OBCミュージック・アベニュー』